# ABBA-diszkográfia
Az ABBA svéd popzenekar diszkográfiája 8 stúdióalbumból, 2 élő albumból, 7 válogatásból, 3 boxból, 4 videó és dvd albumból, 73 kislemezből,  és 43 videóklipből áll. A lista nem tartalmazza a tagok szólóanyagait.
Az ABBA legnagyobb slágerei az egész világon a Dancing Queen és a Fernano voltak.
A Gold: Greatest Hits 1992-ben jelent meg, és az egyik legnépszerűbb album volt az egész világon. Több mint 28 millió példányban fogyott. Az ABBA különösen sikeres volt Svédországban, Norvégiában, Dániában, Finnországban, Németországban, Hollandiában, Belgiumban, Ausztriában, Svájcban, Írországban, a Szovjetunióban, Ausztráliában, Új-Zélandon, Japánban, Dél-Afrikában, Zimbabwében, az Egyesült Királyságban, Kanadában és az Egyesült Államokban.

## Albumok

### Stúdióalbumok
| Cím                                    | Album megjelenés                                                                                              | Legmagasabb slágerlistás helyezés | Legmagasabb slágerlistás helyezés | Legmagasabb slágerlistás helyezés | Legmagasabb slágerlistás helyezés | Legmagasabb slágerlistás helyezés | Legmagasabb slágerlistás helyezés | Legmagasabb slágerlistás helyezés | Legmagasabb slágerlistás helyezés | Legmagasabb slágerlistás helyezés | Legmagasabb slágerlistás helyezés | Legmagasabb slágerlistás helyezés | Díjak, jelölések                                                                 |
| Cím                                    | Album megjelenés                                                                                              | SWE                               | AUS                               | AUT                               | CAN                               | FRA                               | GER                               | NLD                               | NOR                               | NZ                                | UK                                | US                                | Díjak, jelölések                                                                 |
| -------------------------------------- | --- | --------------------------------- | --------------------------------- | --------------------------------- | --------------------------------- | --------------------------------- | --------------------------------- | --------------------------------- | --------------------------------- | --------------------------------- | --------------------------------- | --------------------------------- | -------------------------------------------------------------------------------- |
| Ring Ring                              | - Megjelent: 1973. március 23. - Label: Polar, Universal Music - Formátum: LP,CD, MC, DD                      | 2                                 | 10                                | —                                 | —                                 | —                                 | —                                 | —                                 | 10                                | 32                                | —                                 | —                                 | - AUS: 3× Platina                                                                |
| Waterloo                               | - Megjelent: 1974. március 4. - Label: Polar, Universal Music - Formátum: LP,CD, MC, DD                       | 1                                 | 18                                | —                                 | —                                 | —                                 | 6                                 | 74                                | 1                                 | 38                                | 28                                | 145                               | - AUS: 2× Platina - UK: Ezüst - GER: Platina                                     |
| ABBA                                   | - Megjelent: 1975. április 21. - Label: Polar, Universal Music - Formátum: LP,CD, MC, DD                      | 1                                 | 1                                 | —                                 | 55                                | —                                 | —                                 | 3                                 | 1                                 | 3                                 | 13                                | 174                               | - AUS: 10× Platina - UK: Arany                                                   |
| Arrival                                | - Megjelent: 1976. október 11. - Label: Polar, Universal Music - Formátum: LP,CD, MC, DD                      | 1                                 | 1                                 | 12                                | 3                                 | 15                                | 1                                 | 1                                 | 1                                 | 1                                 | 1                                 | 20                                | - AUS: 18× Platina - CAN: 2× Platina - GER: 2× Platina - UK: Platina - US: Arany |
| ABBA: The Album                        | - Megjelent: 1977. december 12. - Label: Polar, Universal Music - Formátum: LP,CD, MC, DD                     | 1                                 | 4                                 | 2                                 | 8                                 | 13                                | 2                                 | 1                                 | 1                                 | 1                                 | 1                                 | 14                                | - CAN: 2× Platina - GER: Platina - UK: Platina - US: Platina                     |
| Voulez-Vous                            | - Megjelent: 1979. április 23. - Label: Polar, Universal Music - Formátum: LP,CD, MC, DD                      | 1                                 | 5                                 | 2                                 | 6                                 | 6                                 | 1                                 | 1                                 | 1                                 | 2                                 | 1                                 | 19                                | - CAN: 2× Platina - GER: Platina - UK: Platina - US: Arany                       |
| Super Trouper                          | - Megjelent: 1980. november 3. - Label: Polar, Universal Music - Formátum: LP,CD, MC, DD                      | 1                                 | 5                                 | 3                                 | 7                                 | 8                                 | 1                                 | 1                                 | 1                                 | 5                                 | 1                                 | 17                                | - GER: 2× Platina - UK: Platina - US: Arany                                      |
| The Visitors                           | - Megjelent: 1981. november 30. - Label: Polar, Universal Music - Formátum: LP,CD, MC, DD                     | 1                                 | 22                                | 3                                 | 18                                | 12                                | 1                                 | 1                                 | 1                                 | 19                                | 1                                 | 29                                | - GER: Platina - UK: Platina                                                     |
| Voyage                                 | - Megjelent: 2021. november 5. - Label: Polar, Universal - Formátum: LP,CD, MC, Digitális letöltés, Streaming | 1                                 | 1                                 | 1                                 | 2                                 | 1                                 | 1                                 | 1                                 | 1                                 | 1                                 | 1                                 | 2                                 | - SWE: 2× Platina - AUT: Platina - FRA: Platina - GER: 2× Platina - UK: Platina  |
| "—" slágerlistás helyezést nem ért el. | |                                   |                                   |                                   |                                   |                                   |                                   |                                   |                                   |                                   |                                   |                                   |                                                                                  |

### Válogatás albumok
| Cím                                    | Album megjelenés                                                                          | Legmagasabb slágerlistás helyezések | Legmagasabb slágerlistás helyezések | Legmagasabb slágerlistás helyezések | Legmagasabb slágerlistás helyezések | Legmagasabb slágerlistás helyezések | Legmagasabb slágerlistás helyezések | Legmagasabb slágerlistás helyezések | Legmagasabb slágerlistás helyezések | Legmagasabb slágerlistás helyezések | Legmagasabb slágerlistás helyezések | Legmagasabb slágerlistás helyezések | Díjak, jelölések                                                                                     |
| Cím                                    | Album megjelenés                                                                          | SWE                                 | AUS                                 | AUT                                 | CAN                                 | FRA                                 | GER                                 | NLD                                 | NOR                                 | NZ                                  | UK                                  | US                                  | Díjak, jelölések                                                                                     |
| -------------------------------------- | ----------------------------------------------------------------------------------------- | ----------------------------------- | ----------------------------------- | ----------------------------------- | ----------------------------------- | ----------------------------------- | ----------------------------------- | ----------------------------------- | ----------------------------------- | ----------------------------------- | ----------------------------------- | ----------------------------------- | --- |
| Greatest Hits                          | - Megjelent: 1975. november 17. - Label: Polar, Universal Music - Formátum: LP,CD, MC, DD | 1                                   | —                                   | —                                   | 2                                   | 9                                   | —                                   | —                                   | 1                                   | —                                   | 1                                   | 48                                  | - CAN: 5× Platina - GER: Arany - UK: 8× Platina - US: Platina                                        |
| The Best of ABBA                       | - Megjelent: 1975. november - Label: RCA Records - Formats: LP,CD, MC,                    | —                                   | 1                                   | 1                                   | —                                   | —                                   | 1                                   | 7                                   | 14                                  | 1                                   | —                                   | —                                   | - AUS: 22× Platinua - CAN: Arany - GER: 2× Arany                                                     |
| Greatest Hits Vol.2                    | - Megjelent: 1979. október 29. - Label: Polar, Universal Music - Formats: LP,CD, MC,      | 20                                  | 20                                  | 2                                   | 8                                   | 5                                   | 6                                   | 2                                   | 25                                  | 3                                   | 1                                   | 46                                  | - GER: Platina - UK: Platina - US: Arany                                                             |
| The Singles: The First Ten Years       | - Megjelent: 1982. november 8. - Label: Polar, Atlantic - Formátum: LP,CD, MC,            | 29                                  | 18                                  | —                                   | 24                                  | 6                                   | 5                                   | 5                                   | 33                                  | 5                                   | 1                                   | 62                                  | - GER: Arany - UK: Platina                                                                           |
| Gold: Greatest Hits                    | - Megjelent: 1992. szeptember 21. - Label: PolyGram, Universal - Formátum: LP,CD, MC, DD  | 1                                   | 1                                   | 1                                   | 4                                   | 1                                   | 1                                   | 3                                   | 1                                   | 3                                   | 1                                   | 36                                  | - AUS: 17× Platina - CAN: Diamond - FRA: Diamond - GER: 10× Arany - UK: 17× Platina - US: 6× Platina |
| More ABBA Gold: More ABBA Hits         | - Megjelent: 1993. május 24. - Label: PolyGram, Universal - Formátum: LP,CD, MC, DD       | 3                                   | 38                                  | 7                                   | —                                   | 10                                  | 9                                   | 10                                  | 16                                  | —                                   | 13                                  | —                                   | - CAN: Arany - GER: Arany - FRA: Arany - UK: Platina                                                 |
| Love Stories                           | - Megjelent: 1998. október 26. - Label: Polydor (Universal) - Formátum: LP,CD, MC,        | —                                   | —                                   | 15                                  | —                                   | —                                   | 82                                  | —                                   | 30                                  | 24                                  | 51                                  | —                                   | |
| The Definitive Collection              | - Megjelent: 2001. november 2. - Label: Universal Music - Formátum: CD, DD                | 26                                  | 10                                  | 38                                  | —                                   | 12                                  | 14                                  | 39                                  | 8                                   | 9                                   | 17                                  | 186                                 | - AUS: 2× Platina - FRA: Arany - GER: Platina - UK: Arany                                            |
| 18 Hits                                | - Megjelent: 2005. szeptember 8. - Label: Universal Music - Formátum: CD, MC,             | —                                   | 32                                  | —                                   | —                                   | 15                                  | 58                                  | —                                   | —                                   | —                                   | 15                                  | —                                   | - AUS: 4× Platina - UK: Platina                                                                      |
| Number Ones                            | - Megjelent: 2006. november 20. - Label: Universal Music - Formátum: CD, MC,              | 20                                  | 36                                  | 22                                  | —                                   | —                                   | 24                                  | 47                                  | 25                                  | 1                                   | 15                                  | —                                   | - UK: Arany                                                                                          |
| "—" slágerlistás helyezést nem ért el. |                                                                                           |                                     |                                     |                                     |                                     |                                     |                                     |                                     |                                     |                                     |                                     |                                     | |

### Egyéb válogatás albumok
| Cím                                                                | Album megjelenés                                                                                   | Legmagasabb slágerlistás helyezés | Legmagasabb slágerlistás helyezés | Legmagasabb slágerlistás helyezés | Legmagasabb slágerlistás helyezés | Legmagasabb slágerlistás helyezés | Legmagasabb slágerlistás helyezés | Legmagasabb slágerlistás helyezés | Legmagasabb slágerlistás helyezés | Legmagasabb slágerlistás helyezés | Legmagasabb slágerlistás helyezés | Díjak, jelölések                           |
| Cím                                                                | Album megjelenés                                                                                   | AUT                               | CAN                               | GER                               | JPN                               | NLD                               | NZ                                | SPA                               | SWI                               | UK                                | US                                | Díjak, jelölések                           |
| ------------------------------------------------------------------ | -------------------------------------------------------------------------------------------------- | --------------------------------- | --------------------------------- | --------------------------------- | --------------------------------- | --------------------------------- | --------------------------------- | --------------------------------- | --------------------------------- | --------------------------------- | --------------------------------- | ------------------------------------------ |
| The Very Best of ABBA: ABBA's Greatest Hits                        | - Megjelent: 1976 (Németország)                                                                    | 19                                | —                                 | 2                                 | —                                 | —                                 | —                                 | —                                 | —                                 | —                                 | —                                 | - GER: 3× Arany                            |
| ABBA Greatest Hits 24                                              | - Megjelent: 1977 (Japán)                                                                          | —                                 | —                                 | —                                 | —                                 | —                                 | —                                 | —                                 | —                                 | —                                 | —                                 |                                            |
| All About ABBA                                                     | - Megjelent: 1978 (Japán)                                                                          | —                                 | —                                 | —                                 | —                                 | —                                 | —                                 | —                                 | —                                 | —                                 | —                                 |                                            |
| The Magic Of ABBA                                                  | - Megjelent: 1980                                                                                  | —                                 | —                                 | —                                 | —                                 | —                                 | —                                 | —                                 | —                                 | —                                 | —                                 |                                            |
| A Wie ABBA/A Van ABBA                                              | - Megjelent: 1981 (Németország/Hollandia)                                                          | 1                                 | —                                 | 1                                 | —                                 | 1                                 | —                                 | —                                 | —                                 | —                                 | —                                 | - GER: Arany                               |
| Very Best Of ABBA                                                  | - Megjelent: 1981 (Japán)                                                                          | —                                 | —                                 | —                                 | —                                 | —                                 | —                                 | —                                 | —                                 | —                                 | —                                 |                                            |
| I Love ABBA                                                        | - Megjelent: 1983                                                                                  | 5                                 | —                                 | 10                                | —                                 | —                                 | —                                 | —                                 | 14                                | —                                 | —                                 |                                            |
| Thank You for the Music                                            | - Megjelent: 1983 (UK)                                                                             | —                                 | —                                 | —                                 | —                                 | —                                 | —                                 | —                                 | —                                 | 17                                | —                                 | - UK: Arany                                |
| From ABBA With Love                                                | - Megjelent: 1984 (Hollandia)                                                                      | —                                 | —                                 | —                                 | —                                 | 6                                 | —                                 | —                                 | —                                 | —                                 | —                                 |                                            |
| Absolute ABBA                                                      | - Megjelent: 1988                                                                                  | —                                 | —                                 | —                                 | —                                 | —                                 | —                                 | —                                 | —                                 | 70                                | —                                 | - UK: Arany                                |
| The Love Songs                                                     | - Megjelent: 1989 (Hollandia)                                                                      | —                                 | —                                 | —                                 | —                                 | 18                                | —                                 | —                                 | —                                 | —                                 | —                                 |                                            |
| The Music Still Goes On                                            | - Megjelent: 1996. április 16. (Ausztrália) - Label: Spectrum (Universal) - Formátum: CD, MC, LP   | —                                 | —                                 | —                                 | —                                 | —                                 | —                                 | —                                 | —                                 | —                                 | —                                 | - UK: Arany                                |
| 25 Jaar Na Waterloo                                                | - Megjelent: 1999. április 2. (Hollandia)                                                          | —                                 | —                                 | —                                 | —                                 | 1                                 | —                                 | —                                 | —                                 | —                                 | —                                 |                                            |
| 25 Jaar Na Waterloo – Deel 2                                       | - Megjelent: 1999. szeptember 10. (Hollandia)                                                      | —                                 | —                                 | —                                 | —                                 | 7                                 | —                                 | —                                 | —                                 | —                                 | —                                 |                                            |
| The Complete Singles Collection                                    | - Megjelent: 1999. november 23. (Németország) - Label: Polydor (Universal) - Formats: CD, Cassette | 11                                | —                                 | 10                                | —                                 | —                                 | —                                 | —                                 | 6                                 | —                                 | —                                 | - SWI: Arany                               |
| 20th Century Masters - The Millennium Collection: The Best of ABBA | - Megjelent: 2000. szeptember 26. (NA) - Label: Polydor - Formátum: CD, MC                         | —                                 | 20                                | —                                 | —                                 | —                                 | —                                 | —                                 | —                                 | —                                 | 189                               | - US: Arany - CAN: Platina                 |
| SOS: The Best Of ABBA                                              | - Megjelent: 2001. február 7. (Japán) - Label: Universal - Formátum: CD                            | —                                 | —                                 | —                                 | 3                                 | —                                 | —                                 | —                                 | —                                 | —                                 | —                                 | - JPN: 3× Platina                          |
| The Name Of The Game                                               | - Megjelent: 2002. október - Label: Universal - Formátum: CD                                       | —                                 | —                                 | —                                 | 126                               | —                                 | —                                 | —                                 | —                                 | —                                 | —                                 | - EU: Platina - SWE: Platina - UK: Platina |
| The ABBA Story                                                     | - Megjelent: 2004. július 6. (Németország) - Label: Universal - Formátum: CD, DD                   | 21                                | —                                 | 31                                | —                                 | —                                 | —                                 | —                                 | 14                                | —                                 | —                                 |                                            |
| The Ultimate Collection                                            | - Megjelent: 2004 - Formátum: CD                                                                   | —                                 | —                                 | —                                 | —                                 | —                                 | —                                 | —                                 | —                                 | —                                 | —                                 | - UK: Arany                                |
| Todo ABBA                                                          | - Megjelent: 2004 - Formátum: CD                                                                   | —                                 | —                                 | —                                 | —                                 | —                                 | —                                 | 4                                 | —                                 | —                                 | —                                 | - SPA: Arany                               |
| Icon                                                               | - Megjelent: 2010 - Formátum: CD                                                                   | —                                 | 71                                | —                                 | —                                 | —                                 | 24                                | —                                 | —                                 | —                                 | —                                 | - CAN: Platina                             |
| The Essential Collection                                           | - Megjelent: 2012 - Formátum: CD                                                                   | 47                                | —                                 | 16                                | —                                 | —                                 | —                                 | 53                                | —                                 | —                                 | —                                 |                                            |
| "—" slágerlistás helyezést nem ért el                              | |                                   |                                   |                                   |                                   |                                   |                                   |                                   |                                   |                                   |                                   |                                            |

### Koncertalbumok
| Cím                                    | Album megjelenés                                                               | Legmagasabb slágerlistás helyezés | Legmagasabb slágerlistás helyezés | Legmagasabb slágerlistás helyezés | Legmagasabb slágerlistás helyezés | Legmagasabb slágerlistás helyezés | Legmagasabb slágerlistás helyezés | Legmagasabb slágerlistás helyezés | Legmagasabb slágerlistás helyezés | Díjak, jelölések |
| Cím                                    | Album megjelenés                                                               | AUT                               | BEL (FLA)                         | FRA                               | GER                               | NLD                               | SWE                               | SWI                               | UK                                | Díjak, jelölések |
| -------------------------------------- | ------------------------------------------------------------------------------ | --------------------------------- | --------------------------------- | --------------------------------- | --------------------------------- | --------------------------------- | --------------------------------- | --------------------------------- | --------------------------------- | ---------------- |
| ABBA Live                              | - Megjelent: 1986. augusztus 18. - Label: Polar, Universal - Formátum: LP, CD  | —                                 | —                                 | —                                 | —                                 | 47                                | 49                                | —                                 | —                                 |                  |
| Live at Wembley Arena                  | - Megjelent: 2014. szeptember 29. - Label: Polar, Universal - Formátum: LP, CD | 9                                 | 16                                | 87                                | 9                                 | 12                                | 15                                | 10                                | 30                                | - SWE: Platina   |
| "—" slágerlistás helyezést nem ért el. |                                                                                |                                   |                                   |                                   |                                   |                                   |                                   |                                   |                                   |                  |

### Boxok
| Thank You for the Music                | - Megjelent: 1994. október 31. - Label: PolyGram - Formátum: CD, DD          | 17 | 76 | —  | —  | —  | — |    |
| The Complete Studio Recordings         | - Megjelent: 2005. november 7. - Label: Universal Music - Formátum: CD       | —  | —  | —  | —  | —  | — | —  |
| The Albums                             | - Megjelenés: 2008. november 11. - Label: Universal Music - Formátum: CD, DD | 4  | —  | 57 | 61 | 37 | 7 | 89 |
| "—" slágerlistás helyezést nem ért el. |                                                                              |    |    |    |    |    |   |    |

## Kislemezek
| "People Need Love"                                                       | 1972 | 7  | —  | —  | —  | —  | —  | —  | —  | —  | —   |                            | Ring Ring               |
| "He Is Your Brother"                                                     | 1972 | —  | —  | —  | —  | —  | —  | —  | —  | —  | —   |                            | Ring Ring               |
| "Ring Ring                                                               | 1973 | 1  | 7  | 2  | —  | —  | 5  | 2  | 17 | 32 | —   |                            | Ring Ring               |
| "Love Isn’t Easy (But It Sure Is Hard Enough)"                           | 1973 | —  | —  | —  | —  | —  | —  | —  | —  | —  | —   |                            | Ring Ring               |
| "Nina, Pretty Ballerina"                                                 | 1973 | —  | —  | 8  | —  | —  | —  | —  | —  | —  | —   |                            | Ring Ring               |
| "Another Town, Another Train"                                            | 1973 | —  | —  | —  | —  | —  | —  | —  | —  | —  | —   |                            | Ring Ring               |
| "Waterloo"                                                               | 1974 | 2  | 4  | 2  | 1  | 1  | 1  | 1  | —  | 1  | 6   |                            | Waterloo                |
| "Honey, Honey"                                                           | 1974 | —  | 30 | 4  | 2  | —  | 17 | 16 | —  | —  | 27  |                            | Waterloo                |
| "Hasta Mañana"                                                           | 1974 | —  | 16 | —  | —  | —  | —  | —  | 9  | —  | —   |                            | Waterloo                |
| "King Kong Song"                                                         | 1974 | 4  | 94 | —  | —  | —  | —  | —  | —  | —  | —   |                            | Waterloo                |
| "So Long"                                                                | 1974 | 7  | —  | 3  | 11 | —  | —  | —  | —  | —  | —   |                            | ABBA                    |
| "I’ve Been Waiting for You"                                              | 1975 | —  | 49 | —  | —  | —  | —  | —  | 8  | —  | —   |                            | ABBA                    |
| "I Do, I Do, I Do, I Do, I Do"                                           | 1975 | —  | 1  | 4  | 6  | —  | 3  | 2  | 1  | 38 | 15  |                            | ABBA                    |
| "SOS"                                                                    | 1975 | —  | 1  | 2  | 1  | 4  | 2  | 2  | 1  | 6  | 15  |                            | ABBA                    |
| "Bang-A-Boomerang"                                                       | 1975 | —  | —  | —  | —  | —  | —  | —  | —  | —  | —   |                            | ABBA                    |
| "Mamma Mia"                                                              | 1975 | —  | 1  | 3  | 1  | 1  | 12 | 2  | 2  | 1  | 32  | - BPI: Silver              | ABBA                    |
| "Fernando"                                                               | 1976 | 2  | 1  | 1  | 1  | 1  | 1  | 2  | 1  | 1  | 13  | - BPI: Arany               | Greatest Hits           |
| "Rock Me"                                                                | 1976 | —  | 4  | —  | —  | —  | —  | —  | 2  | —  | —   |                            | ABBA                    |
| "Dancing Queen"                                                          | 1976 | 1  | 1  | 4  | 1  | 1  | 1  | 1  | 1  | 1  | 1   | - BPI: Arany - RIAA: Arany | Arrival                 |
| "Money, Money, Money"                                                    | 1976 | —  | 1  | 3  | 1  | 2  | 1  | 2  | 1  | 3  | 56  | - BPI: Arany               | Arrival                 |
| "Knowing Me, Knowing You"                                                | 1977 | —  | 9  | 2  | 1  | 1  | 2  | 6  | 8  | 1  | 14  | - BPI: Arany               | Arrival                 |
| "The Name of the Game"                                                   | 1977 | 2  | 6  | 12 | 7  | 2  | 2  | 3  | 4  | 1  | 12  | - BPI: Arany               | ABBA: The Album         |
| "Take a Chance on Me"                                                    | 1978 | —  | 12 | 1  | 3  | 1  | 2  | 8  | 14 | 1  | 3   | - BPI: Arany - RIAA: Arany | ABBA: The Album         |
| "Eagle/Thank You for the Music                                           | 1978 | —  | 82 | 17 | 6  | —  | 7  | —  | —  | —  | —   |                            | ABBA: The Album         |
| "Summer Night City"                                                      | 1978 | 1  | 13 | 18 | 6  | 1  | 10 | 3  | 37 | 5  | —   | - BPI: Ezüst               | Greatest Hits Vol. 2    |
| "Chiquitita"                                                             | 1979 | 2  | 4  | 6  | 3  | 1  | 1  | 4  | 1  | 2  | 29  | - BPI: Arany               | Voulez-Vous             |
| "Does Your Mother Know"                                                  | 1979 | —  | 7  | 13 | 10 | 3  | 3  | —  | 27 | 4  | 19  | - BPI: Ezüst               | Voulez-Vous             |
| "Voulez-Vous                                                             | 1979 | —  | 79 | —  | 14 | 3  | 3  | —  | —  | 3  | 80  |                            | Voulez-Vous             |
| "Angeleyes"                                                              | 1979 | —  | —  | —  | —  | 3  | —  | —  | —  | 3  | 64  | - BPI: Ezüst               | Voulez-Vous             |
| "Gimme! Gimme! Gimme! (A Man After Midnight)"                            | 1979 | 16 | 8  | 2  | 3  | 1  | 2  | 2  | 15 | 3  | —   | - BPI: Ezüst               | Greatest Hits Vol. 2    |
| "I Have a Dream"                                                         | 1979 | —  | 64 | 1  | 4  | 2  | 1  | —  | —  | 2  | —   | * BPI: Arany               | Voulez-Vous             |
| "As Good As New"                                                         | 1979 | —  | —  | —  | —  | —  | —  | —  | —  | —  | —   |                            | Voulez-Vous             |
| "The Winner Takes It All"                                                | 1980 | 2  | 7  | 3  | 4  | 1  | 1  | 3  | 16 | 1  | 8   |                            | Super Trouper           |
| "On and On and On"                                                       | 1980 | —  | 9  | —  | —  | —  | —  | —  | —  | —  | 90  |                            | Super Trouper           |
| "Super Trouper"                                                          | 1980 | 11 | 77 | 3  | 1  | 1  | 1  | 2  | —  | 1  | 45  | - BPI: Arany               | Super Trouper           |
| "Lay All Your Love on Me"                                                | 1981 | —  | —  | —  | 26 | 8  | —  | —  | —  | 7  | —   |                            | Super Trouper           |
| "One of Us"                                                              | 1981 | 13 | 48 | 3  | 1  | 1  | 1  | 6  | 43 | 3  | 107 | - BPI: Arany               | The Visitors            |
| "When All Is Said and Done"                                              | 1982 | —  | 81 | —  | —  | —  | —  | —  | —  | —  | 27  |                            | The Visitors            |
| "Head over Heels"                                                        | 1982 | —  | —  | 8  | 19 | 14 | 1  | —  | —  | 25 | —   |                            | The Visitors            |
| "The Visitors"                                                           | 1982 | —  | —  | —  | —  | —  | —  | —  | —  | —  | 63  |                            | The Visitors            |
| "The Day Before You Came"                                                | 1982 | 3  | 48 | 16 | 5  | 12 | 3  | 5  | —  | 32 | —   |                            | The Singles             |
| "Under Attack"                                                           | 1983 | —  | 96 | —  | 22 | 11 | 7  | —  | —  | 26 | —   |                            | The Singles             |
| "Thank You for the Music"                                                | 1983 | —  | —  | —  | —  | 17 | 23 | —  | —  | 33 | —   |                            | Thank You For The Music |
| "I Still Have Faith in You"                                              | 2021 | 2  | 39 | 19 | 3  | 18 | 21 | 13 | —  | 14 | —   |                            | Voyage                  |
| "Don't Shut Me Down"                                                     | 2021 | 1  | 27 | 14 | 5  | 12 | 18 | 7  | 31 | 9  | —   |                            | Voyage                  |
| "Just a Notion"                                                          | 2021 | 22 | —  | —  | 36 | —  | 73 | —  | —  | 59 | —   |                            | Voyage                  |
| "Little Things"                                                          | 2021 | 20 | —  | —  | 42 | —  | —  | —  | —  | 61 | —   |                            | Voyage                  |
| "—" slágerlistás helyezést nem ért el, vagy nem jelent meg az országban. |      |    |    |    |    |    |    |    |    |    |     |                            |                         |

## Videográfia

### Video albumok
| Év   | Cím                            | Formátum                              |
| ---- | ------------------------------ | ------------------------------------- |
| 1980 | ABBA                           | LaserDisc (MCA DiscoVision)           |
| 1992 | ABBA Gold                      | VHS, Video CD                         |
| 1993 | More ABBA Gold: More ABBA Hits | VHS, Video CD                         |
| 1994 | Thank You ABBA                 | VHS, Video CD                         |
| 1999 | ABBA The Winner Takes It All   | VHS, Video CD, DVD                    |
| 2002 | ABBA: The Ultimate Review      | DVD                                   |
| 2002 | ABBA The Definitive Collection | 2 CD/DVD box-set, Video CD, DVD       |
| 2003 | ABBA Gold                      | DVD                                   |
| 2004 | ABBA in Concert                | Video CD, DVD                         |
| 2004 | ABBA: The Last Video           | DVD                                   |
| 2004 | ABBA Super Troupers            | DVD                                   |
| 2005 | ABBA The Movie                 | DVD, HD-DVD, Blu-ray                  |
| 2006 | ABBA Number Ones               | Video CD, DVD                         |
| 2006 | ABBA 16 Hits                   | Video CD, DVD                         |
| 2009 | ABBA In Japan                  | Single DVD/Double DVD Special Edition |
| 2012 | ABBA The Essential Collection  | 2 CD/DVD                              |

### Videóklipek
| Év   | Cím                                           | Rendező                                |
| ---- | --------------------------------------------- | -------------------------------------- |
| 1974 | "Waterloo"                                    | Lasse Hallström                        |
| 1974 | "Ring Ring"                                   | Lasse Hallström                        |
| 1975 | "Mamma Mia"                                   | Lasse Hallström                        |
| 1975 | "SOS"                                         | Lasse Hallström                        |
| 1975 | "Bang-A-Boomerang"                            | Lasse Hallström                        |
| 1975 | "I Do, I Do, I Do, I Do, I Do"                | Lasse Hallström                        |
| 1976 | "Fernando"                                    | Lasse Hallström                        |
| 1976 | "Dancing Queen"                               | Lasse Hallström                        |
| 1976 | "My Love, My Life"                            | Per Falkman (SVT crew)                 |
| 1976 | "When I Kissed the Teacher"                   | Per Falkman (SVT crew)                 |
| 1976 | "Tiger"                                       | Per Falkman (SVT crew)                 |
| 1976 | "Knowing Me, Knowing You"                     | Per Falkman (SVT crew)                 |
| 1976 | "Money, Money, Money"                         | Lasse Hallström                        |
| 1977 | "Knowing Me, Knowing You"                     | Lasse Hallström                        |
| 1977 | "That's Me"                                   | Lasse Hallström                        |
| 1977 | "The Name of the Game"                        | Lasse Hallström                        |
| 1978 | "Take a Chance on Me"                         | Lasse Hallström                        |
| 1978 | "Eagle"                                       | Lasse Hallström                        |
| 1978 | "One Man, One Woman"                          | Lasse Hallström                        |
| 1978 | "Thank You for the Music"                     | Lasse Hallström                        |
| 1978 | "Summer Night City"                           | Lasse Hallström                        |
| 1979 | "Chiquitita"                                  | BBC crew                               |
| 1979 | "Does Your Mother Know"                       | Lasse Hallström                        |
| 1979 | "Voulez-Vous"                                 | Lasse Hallström                        |
| 1979 | "Gimme! Gimme! Gimme! (A Man After Midnight)" | Lasse Hallström                        |
| 1979 | "Estoy Soñando"                               | Lasse Hallström                        |
| 1979 | "I Have a Dream"                              | Urban Lasson                           |
| 1980 | "Conociéndome, Conociéndote"                  | Lasse Hallström                        |
| 1980 | "Gracias por la Música"                       | Lasse Hallström                        |
| 1980 | "On and On and On"                            | Anders Hanser (photo montage)          |
| 1980 | "The Winner Takes It All"                     | Lasse Hallström                        |
| 1980 | "Super Trouper"                               | Lasse Hallström                        |
| 1980 | "Happy New Year"                              | Lasse Hallström                        |
| 1980 | "Felicidad"                                   | Lasse Hallström                        |
| 1981 | "Lay All Your Love on Me"                     | video collage                          |
| 1981 | "When All Is Said and Done"                   | Lasse Hallström                        |
| 1981 | "One of Us"                                   | Lasse Hallström                        |
| 1981 | "No Hay a Quien Culpar"                       | Lasse Hallström                        |
| 1982 | "Head over Heels"                             | Lasse Hallström                        |
| 1982 | "The Day Before You Came"                     | Kjell Sundvall and Kjell-Åke Andersson |
| 1982 | "Under Attack"                                | Kjell Sundvall and Kjell-Åke Andersson |
| 1992 | "Dancing Queen"                               | video collage                          |

## Nem angol megjelenések

### Válogatások
| Év   | Album megjelenés                                                                       | Legmagasabb slágerlistás helyezés | Legmagasabb slágerlistás helyezés | Legmagasabb slágerlistás helyezés | Legmagasabb slágerlistás helyezés | Díjak, jelölések |
| Év   | Album megjelenés                                                                       | BEL                               | SPA                               | US Latin                          | US Latin Pop                      | Díjak, jelölések |
| ---- | -------------------------------------------------------------------------------------- | --------------------------------- | --------------------------------- | --------------------------------- | --------------------------------- | ---------------- |
| 1980 | Gracias Por La Música - Megjelent: 1980. június 23. - Label: Polar, Septima Records    | 106                               | 2                                 | —                                 | —                                 | - SPA: Platina   |
| 1993 | ABBA Oro: Grandes Éxitos - Megjelent: 1993. szeptember 24. - Label: Polydor, Universal | —                                 | —                                 | 37                                | 15                                |                  |

### Kislemezek
| Év   | Dal                                  | Angol változat                             | Nyelv         |
| ---- | ------------------------------------ | ------------------------------------------ | ------------- |
| 1972 | "En Karusell"                        | "Merry-Go-Round"                           | Svéd          |
| 1973 | "Ring Ring (Bara Du Slog En Signal)" | "Ring Ring"                                | Svéd          |
| 1973 | "Ring Ring"                          | "Ring Ring"                                | Német         |
| 1974 | "Waterloo"                           | "Waterloo"                                 | Svéd          |
| 1974 | "Waterloo"                           | "Waterloo"                                 | Német/Francia |
| 1979 | "Chiquitita"                         | "Chiquitita"                               | Spanyol       |
| 1980 | "¡Dame! ¡Dame! ¡Dame!"               | "Gimme Gimme Gimme (A Man After Midnight)" | Spanyol       |
| 1980 | "Estoy Soñando"                      | "I Have a Dream"                           | Spanyol       |
| 1980 | "Gracias Por La Música"              | "Thank You for the Music"                  | Spanyol       |
| 1980 | "Felicidad"                          | "Happy New Year"                           | Spanyol       |
| 1980 | "Fernando"                           | "Fernando"                                 | Spanyol       |
| 1980 | "Mamma Mia"                          | "Mamma Mia"                                | Spanyol       |
| 1981 | "Andante, Andante"                   | "Andante, Andante"                         | Spanyol       |
| 1982 | "No Hay A Quien Culpar"              | "When All is Said and Done"                | Spanyol       |
| 1982 | "Se Me Está Escapando"               | "Slipping Through My Fingers"              | Spanyol       |

## Egyéb megjelenések

### Kislemezek
| Év   | Dal                                               | Legmagasabb slágerlistás helyezés | Legmagasabb slágerlistás helyezés | Legmagasabb slágerlistás helyezés | Legmagasabb slágerlistás helyezés | Legmagasabb slágerlistás helyezés | Legmagasabb slágerlistás helyezés | Legmagasabb slágerlistás helyezés | Legmagasabb slágerlistás helyezés | Legmagasabb slágerlistás helyezés | Legmagasabb slágerlistás helyezés | Album                             |
| Év   | Dal                                               | SWE                               | AUS                               | AUT                               | FRA                               | GER                               | NL                                | NOR                               | NZ                                | UK                                | US                                | Album                             |
| ---- | ------------------------------------------------- | --------------------------------- | --------------------------------- | --------------------------------- | --------------------------------- | --------------------------------- | --------------------------------- | --------------------------------- | --------------------------------- | --------------------------------- | --------------------------------- | --------------------------------- |
| 1976 | "Dum Dum Diddle" (Argentina)                      | —                                 | —                                 | —                                 | —                                 | —                                 | —                                 | —                                 | —                                 | —                                 | —                                 | Arrival                           |
| 1977 | "That's Me" (Japán)                               | —                                 | —                                 | —                                 | —                                 | —                                 | —                                 | —                                 | —                                 | —                                 | —                                 | Arrival                           |
| 1978 | "One Man, One Woman" (Taiwan)                     | —                                 | —                                 | —                                 | —                                 | —                                 | —                                 | —                                 | —                                 | —                                 | —                                 | The Album                         |
| 1979 | "As Good As New" (Mexikó & Argentina)             | —                                 | —                                 | —                                 | —                                 | —                                 | —                                 | —                                 | —                                 | —                                 | —                                 | Voulez-Vous                       |
| 1980 | "Andante, Andante" (Észak-America & Észak-Afrika) | —                                 | —                                 | —                                 | —                                 | —                                 | —                                 | —                                 | —                                 | —                                 | —                                 | Super Trouper                     |
| 1980 | "Our Last Summer" (Görögország)                   | —                                 | —                                 | —                                 | —                                 | —                                 | —                                 | —                                 | —                                 | —                                 | —                                 | Super Trouper                     |
| 1980 | "Happy New Year" (Japán, Portugál, Brazilia)      | —                                 | —                                 | —                                 | —                                 | —                                 | —                                 | —                                 | —                                 | —                                 | —                                 | Super Trouper                     |
| 1994 | "Dream World"                                     | —                                 | —                                 | —                                 | —                                 | —                                 | —                                 | —                                 | —                                 | —                                 | —                                 | Thank You for the Music (box set) |
| 1994 | "Put On Your White Sombrero"                      | —                                 | —                                 | —                                 | —                                 | —                                 | —                                 | —                                 | —                                 | —                                 | —                                 | Thank You for the Music (box set) |

### Újrakiadás
| Év   | Dal                          | Legmagasabb slágerlistás helyezés | Legmagasabb slágerlistás helyezés | Legmagasabb slágerlistás helyezés | Legmagasabb slágerlistás helyezés | Legmagasabb slágerlistás helyezés | Legmagasabb slágerlistás helyezés | Legmagasabb slágerlistás helyezés | Legmagasabb slágerlistás helyezés | Legmagasabb slágerlistás helyezés | Legmagasabb slágerlistás helyezés | Legmagasabb slágerlistás helyezés | Album                                 |
| Év   | Dal                          | SWE                               | AUS                               | AUT                               | FRA                               | GER                               | IRE                               | NL                                | NOR                               | NZ                                | UK                                | US                                | Album                                 |
| ---- | ---------------------------- | --------------------------------- | --------------------------------- | --------------------------------- | --------------------------------- | --------------------------------- | --------------------------------- | --------------------------------- | --------------------------------- | --------------------------------- | --------------------------------- | --------------------------------- | ------------------------------------- |
| 1992 | "Dancing Queen"[A]           | 15                                | 37                                | —                                 | —                                 | 22                                | 9                                 | 24                                | 5                                 | 14                                | 16                                | —                                 | ABBA Gold                             |
| 1992 | "Voulez-Vous"[A]             | —                                 | —                                 | —                                 | —                                 | —                                 | —                                 | 64                                | —                                 | —                                 | —                                 | —                                 | ABBA Gold                             |
| 1992 | "Thank You for the Music"[A] | —                                 | —                                 | —                                 | —                                 | 55                                | —                                 | —                                 | —                                 | —                                 | —                                 | —                                 | ABBA Gold                             |
| 1993 | "Summer Night City"[B]       | —                                 | —                                 | —                                 | —                                 | —                                 | —                                 | —                                 | —                                 | —                                 | —                                 | —                                 | More ABBA Gold: More ABBA Hits        |
| 1999 | "Happy New Year"             | 27                                | —                                 | —                                 | —                                 | 75                                | —                                 | 15                                | 5                                 | —                                 | —                                 | —                                 | The Complete Singles Collection       |
| 2001 | "SOS"[C]                     | —                                 | —                                 | —                                 | —                                 | —                                 | —                                 | —                                 | —                                 | —                                 | —                                 | —                                 | SOS: The Best of ABBA                 |
| 2004 | "Waterloo"[D]                | —                                 | —                                 | —                                 | —                                 | —                                 | —                                 | —                                 | —                                 | —                                 | 20                                | —                                 | Waterloo: 30th Anniversary Collection |
| 2008 | "Happy New Year"[E]          | 4                                 | —                                 | —                                 | —                                 | —                                 | —                                 | —                                 | 11                                | —                                 | —                                 | —                                 | The Complete Singles Collection       |
| 2008 | "Mamma Mia"[F]               | —                                 | 48                                | —                                 | —                                 | —                                 | —                                 | —                                 | —                                 | —                                 | 56                                | —                                 | ABBA                                  |
| 2008 | "Dancing Queen"[F]           | —                                 | 58                                | —                                 | —                                 | —                                 | —                                 | —                                 | —                                 | —                                 | —                                 | —                                 | Arrival                               |
| 2008 | "Honey, Honey"[F]            | —                                 | —                                 | —                                 | —                                 | —                                 | —                                 | —                                 | 16                                | —                                 | —                                 | —                                 | Waterloo                              |
| 2010 | "Happy New Year"             | —                                 | —                                 | —                                 | —                                 | —                                 | —                                 | 8                                 | —                                 | —                                 | —                                 | —                                 | The Complete Singles Collection       |

Jegyzetek
- A^ A Dancing Queen, Voulez-Vous és a Thank You For The Music című dalok újrakiadása az 1992-es ABBA: The Gold válogatásra is felkerült.
- B^A Summer Night City című dal felkerült az 1993-as ABBA Gold: More ABBA Hits válogatás lemezre.
- C^ Az SOS című dal újrakiadása dupla A oldalas lemezen jelent meg a Chiquitita című dallal együtt Japánban. A dalok megjelentek a szintén Japánban kiadott SOS: The Best Of ABBA válogatás lemezen. A dupla A lemez 130000 példányban kelt el 2001-ben Japánban.
- D^ A Waterloo című dal újbóli kiadása 2004-ben a dal 30. évfordulója alkalmából.
- E^A Happy New Year című dal 2000-es újrakiadás a Dán kislemezlista 25. helyéig jutott.[48]
- F^ A Mamma Mia! The Movie című film népszerűsége miatt újra megjelent a Mamma Mia, Dancing Queen és a Honey Honey című dalok.

### Egyéb slágerlistás dalok
| Cím                       | Év   | Legmagasabb slágerlistás helyezés | Legmagasabb slágerlistás helyezés | Legmagasabb slágerlistás helyezés | Legmagasabb slágerlistás helyezés | Legmagasabb slágerlistás helyezés | Legmagasabb slágerlistás helyezés | Album  |
| Cím                       | Év   | SWE                               | IRE                               | JPN OS                            | NLD                               | NZ Hot                            | UK                                | Album  |
| ------------------------- | ---- | --------------------------------- | --------------------------------- | --------------------------------- | --------------------------------- | --------------------------------- | --------------------------------- | ------ |
| "When You Danced with Me" | 2021 | 8                                 | 43                                | 11                                | 67                                | 27                                | 67                                | Voyage |
| "I Can Be That Woman"     | 2021 | 23                                | —                                 | —                                 | —                                 | —                                 | —                                 | Voyage |
| "Keep an Eye on Dan"      | 2021 | 19                                | —                                 | —                                 | —                                 | —                                 | —                                 | Voyage |
| "Bumblebee"               | 2021 | 25                                | —                                 | —                                 | —                                 | —                                 | —                                 | Voyage |
| "No Doubt About It"       | 2021 | 29                                | —                                 | —                                 | —                                 | —                                 | —                                 | Voyage |
| "Ode to Freedom"          | 2021 | 30                                | —                                 | —                                 | —                                 | —                                 | —                                 | Voyage |

Jegyzetek
- A^ Az "I Can Be That Woman" nem került fel az Egyesült Királyság kislemezlistájára, de a 48. helyet érte el a brit UK Singles downloads listán.[52]
- B^ A "Keep an Eye on Dan" nem került fel a brit kislemezlistára, de a 88. helyen végzett az UK Singles downloads listáján.[52]
- C^ A "Bumblebee" nem került be a brit kislemezlistára, de a 85. helyen végzett az UK Singles downloads listáján.
- D^ A "No Doubt About It” nem került fel a brit kislemezlistára, de a 69. helyre érte el a csúcsot a brit UK Singles downloads listáján.
- E^ Az „Ode to Freedom” nem került fel a brit kislemezlistára, de a 81. helyen végzett a brit UK Singles letöltési listáján.